# Теодор Ростовски
Теодор Ростовски († 1409) - преподобни Руске православне цркве; оснивач и први игуман Ростовског Борисо-Глебског манастира.
О његовом световном животу нису сачувани готово никакви подаци. У другој половини 14. века, Теодор је дошао из Новгородске области и настанио се у шуми близу главног пута који је ишао од Каргопоља и Белаозера ка Москви и Ростову. Три године је живео од бесплатног милосрђа, тако што је милостињу качио на дрво поред пута; шта год је нашао позади, све је делио просјацима који су га посећивали.
Када му је дошао монах Павле, касније канонизован, одлучили су да заједно подигну манастир. Монах Сергије Радоњешки, који је у то време стигао у Ростов, на њихову молбу, показао им је место за манастир на обали реке Устје. Подстакнути благословом оца Сергија и појавом великих монаха Бориса и Глеба, Теодор и Павле подигли су монасима цркву и келије, сабрали братију и заузели разне земље и рибарска места на Белом језеру.
Вест о манастиру пронела се по целом крају, и убрзо je велики број људи почео да тамо долази, а Теодор, који је тежио усамљености, убрзо предаде игумански штап Павлу и напусти манастир тражећи самоћу. Основао је у пустињи Ковженски Николајевски манастир, и тек када је осетио близину смрти, вратио се у Борисоглебски манастир, где је и упокојио 22. октобра 1409. године. Убрзо после њега умире и Павле.
Спомен њему и Павлу се празнује   22. октобра. Њихов спомен прославља се и заједно са Сабором светитеља Радоњешких.